# Oronzio De Donno (1754 - 1806)
Ne doit pas être confondu avec Oronzio De Donno.
Oronzio de Donno (né à Maglie le 2 août 1754 et mort à Naples le 6 octobre 1806)  est un chirurgien obstétricien italien.

## Biographie
Après avoir terminé ses études scientifiques dans sa ville natale, Oronzio de Donno s'est installé à Naples où, après avoir terminé ses cours de médecine, il  devient chirurgien à l'Santa Maria del Popolo degli Incurabili,.
De 1778 à 1783, il traduit,annotate et publie les Éléments de l'Art de collectionner les parties de Jean-Louis Baudelocque.
Sur les traces de J. R. Sigault, qui en 1777 avait pratiqué les premières opérations de symphysiotomie, il pratiqué à Naples entre 1787 et 1788, avec son professeur D. Ferrara, les premières opérations avec cette nouvelle technique .
Il entra dans le « bataillon sacré  de la République  » (Cuoco) avec d'autres médecins des Incurabili, et lutte contre les bandes  sanfédistes du cardinal Fabrizio Ruffo.
Il commence à écrire un deuxième ouvrage dans lequel étaient enregistrées les opérations chirurgicales et la pratique médicale et obstétrique dans les hôpitaux napolitains. Le manuscrit complet et prêt à imprimer a été perdu lors du pillage réactionnaire de juin 1799 ou confisqué par le Conseil d'Etat.
Arrêté avec son neveu Nicola et d'autres personnalités de la culture napolitaines, il est condamné à l'exil par la junte de l'Etat,  se réfugie d'abord à Marseille puis à Paris.
Il revint à Naples après l'amnistie de 1801 mais en raison d'une certaine inimitié politique, il est forcé de se retirer à Maglie où il continue à exercer comme obstétricien. Il retourne pour la dernière fois à Naples en 1804 où il continue à écrire jusqu'en 1806.
Sa mort par apoplexie le 6 octobre 1806 ne lui permet pas de terminer son travail ni de mener à bien son projet d'organisation d'écoles d'obstétrique dans le Royaume.
Oronzio De Donno a été enterré en l'église Santa Maria di Caravaggio à Naples